# Đàn nguyệt
Le đàn nguyệt ou đàn kìm est un instrument à cordes vietnamien. Il est aussi appelé luth en forme de lune (ou luth-lune) en raison de la forme de sa caisse de résonance.
Les cordes, en soie ou en nylon, sont au nombre de deux.
Il serait apparu au Viêt Nam au XIe siècle.

## Accordage
L'instrument peut être accordé de différentes manières. Souvent les cordes sont accordées en quarte ou en quinte ou plus rarement à l'octave. Il est accordé en fonction de la tessiture du chanteur, de la chanteuse ou d'un autre instrument avec lequel il joue.